# Leucochrysa longistigma
Leucochrysa longistigma är en insektsart som först beskrevs av Navás 1930.  Leucochrysa longistigma ingår i släktet Leucochrysa och familjen guldögonsländor. Inga underarter finns listade i Catalogue of Life.